# Dicranomyia (Melanolimonia) benguetensis
Dicranomyia (Melanolimonia) benguetensis is een tweevleugelige uit de familie steltmuggen (Limoniidae). De soort komt voor in het Oriëntaals gebied.